# Morello (maffiafamilie)

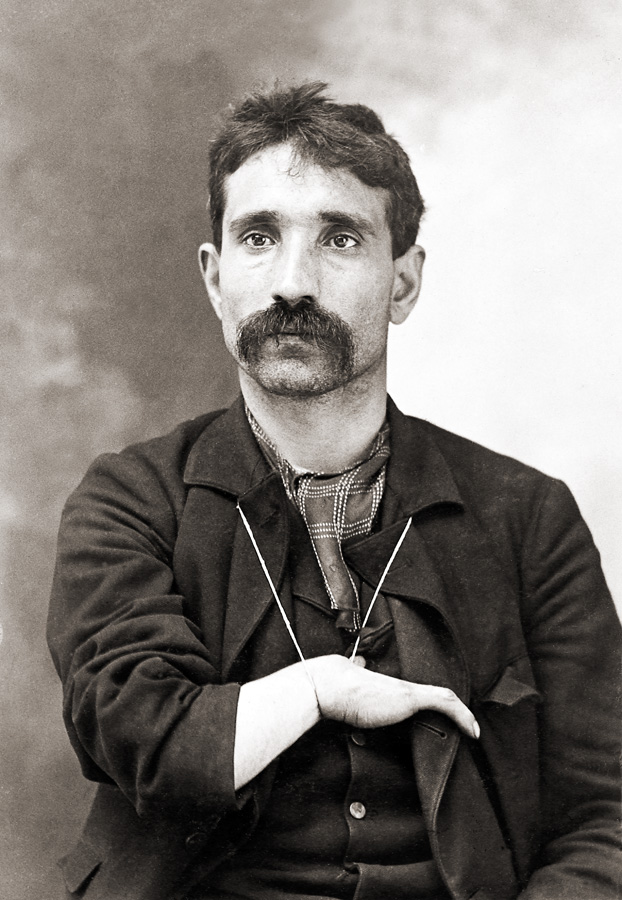
Giuseppe Morello

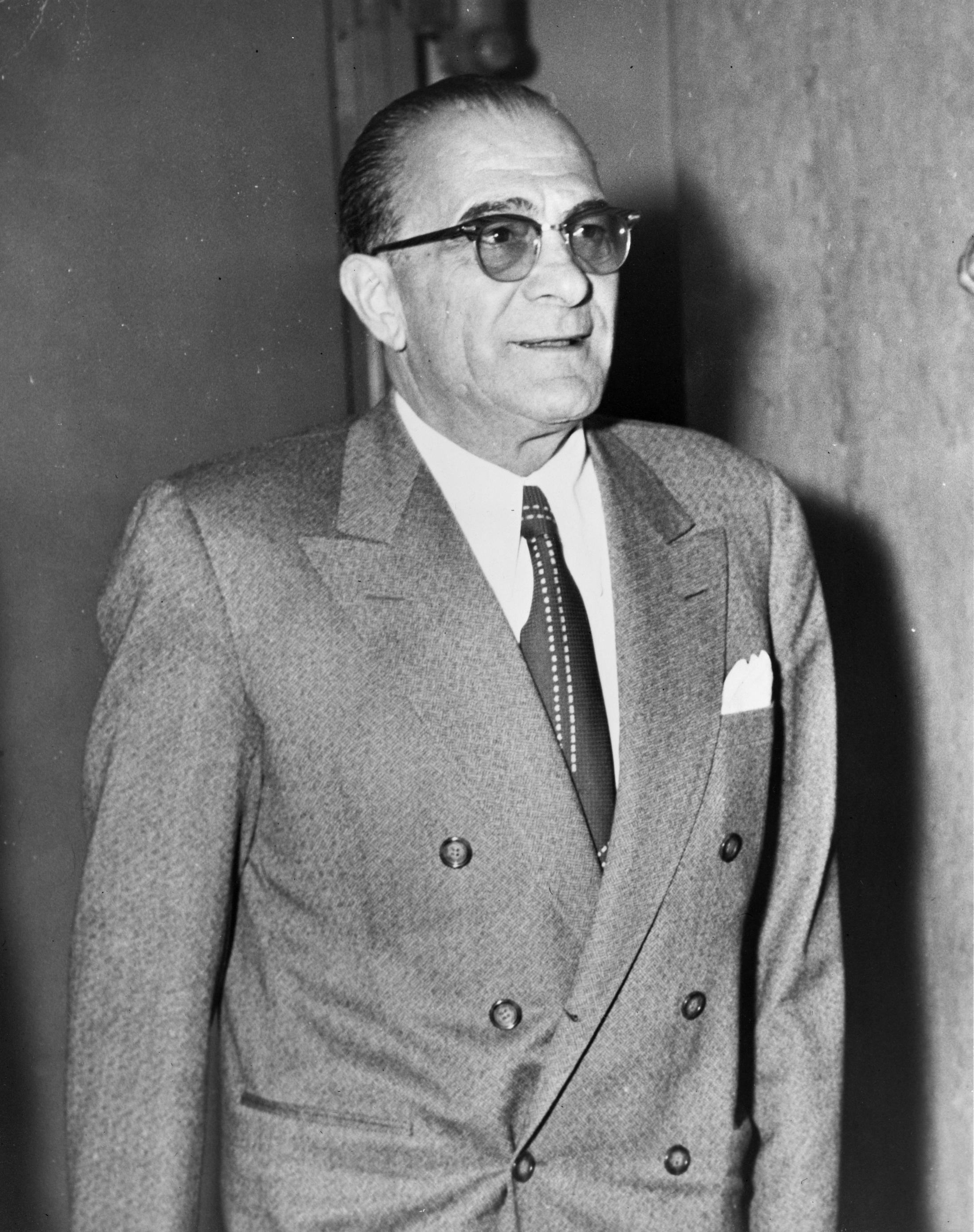
Vito Genovese

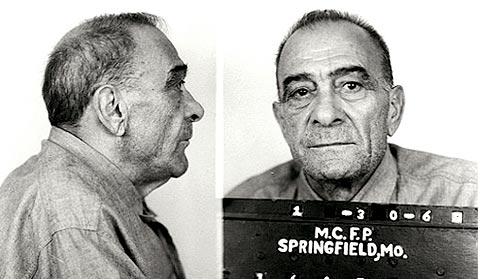
Vito Genovese

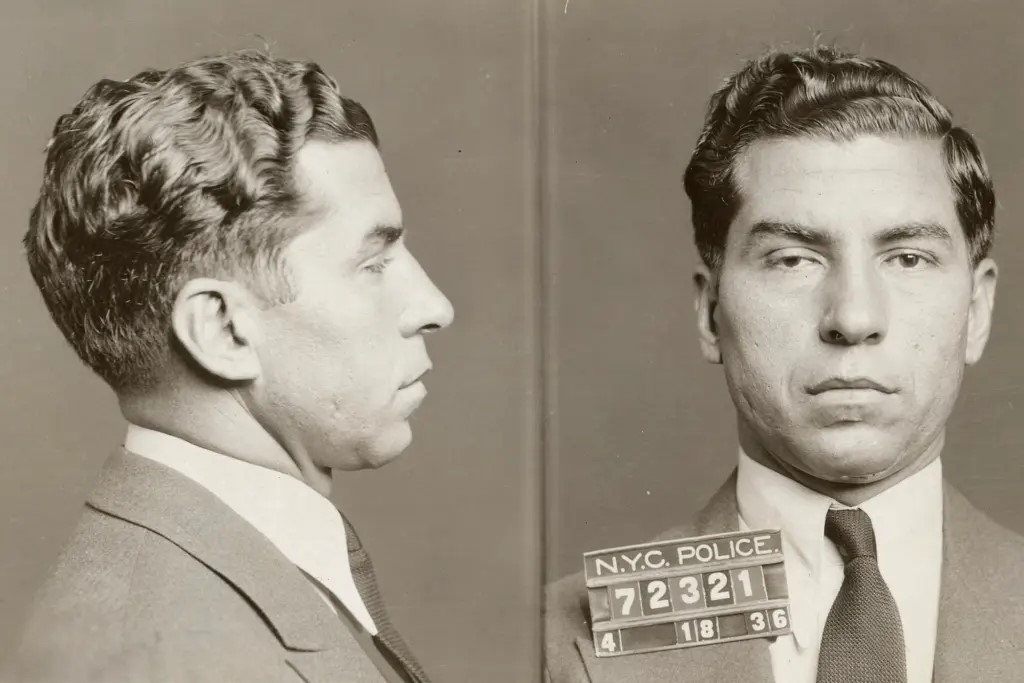
Charles Luciano

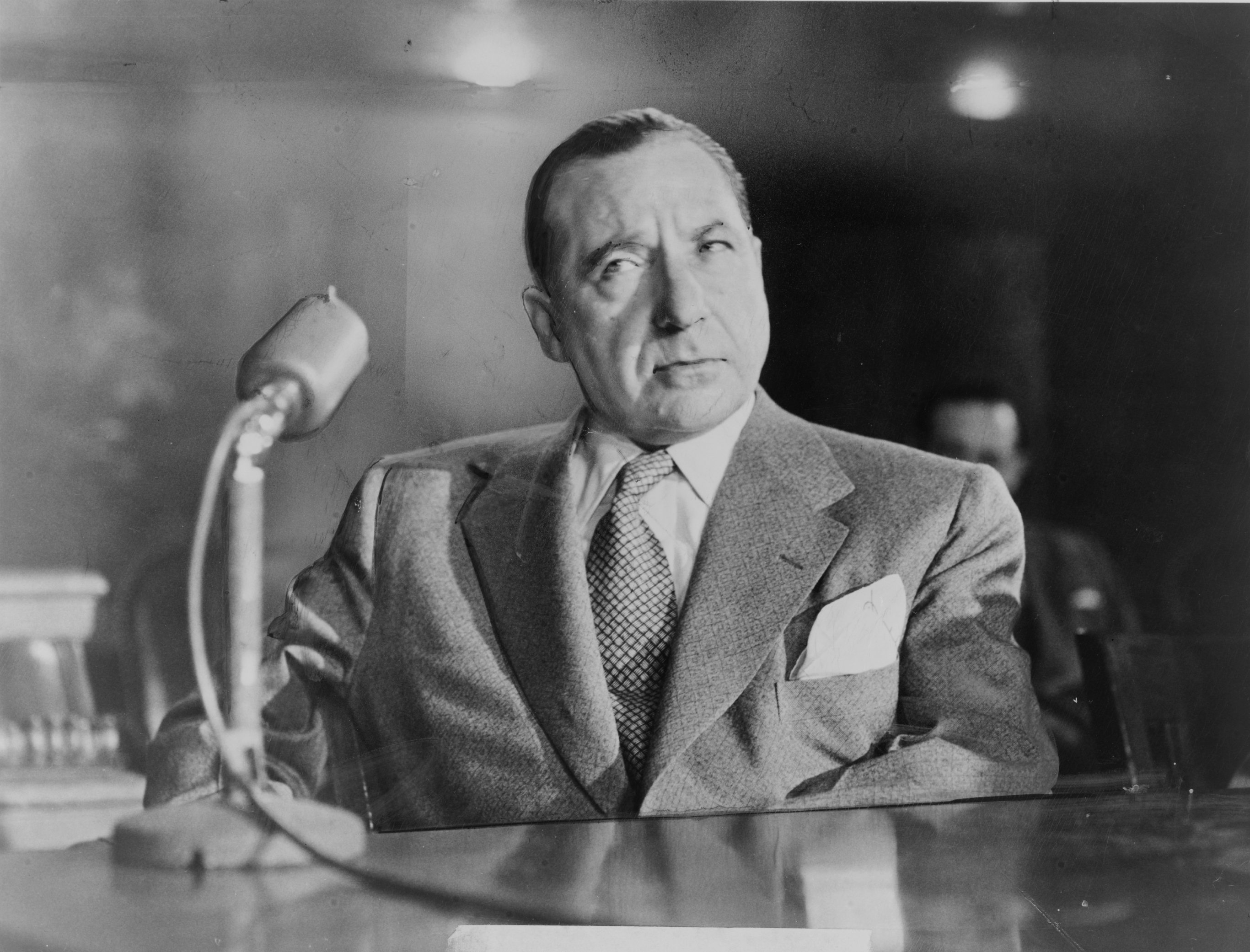
Frank Costello

De Morello was de eerste maffiafamilie in New York en de voorganger van drie van de zogenoemde Five Families. 

## Geschiedenis

### Oprichting
De uit Corleone afkomstige immigrant, Giuseppe Morello, richtte rond 1890 in East Harlem de 107th Street Mob (Nederlands: 107e Straatbende) op. In 1903 trouwde Ignazio "The Wolf" Lupo, leider van een Zwarte Handbende uit Little Italy, met de halfzus van Morello, Salvatrice Terranova. Morello bouwde zijn criminele imperium op door iedereen die hem tegenwerkte, uit de weg te ruimen. Lupo, zijn belangrijkste bendelid, pleegde meer dan 60 moorden in een decennium. De Morello's stonden erom bekend met regelmaat gebruik te maken van de tonnenmethode. Hierbij werden in stukken gesneden lichamen in grote tonnen gestopt om ze vervolgens in zee te dumpen, op een straathoek achter te laten of naar een willekeurig adres in een andere stad te versturen. De Morello's hielden zich vooral bezig met overvallen, afpersingen, illegale loterijen en valsmunterij. Van het verdiende geld kochten ze vervolgens restaurants en winkels en waren daarmee de eersten die op die manier geld witwasten. Daarnaast waren ze de eerste bende die het voor elkaar kreeg andere winkeleigenaren maandelijks geld te laten betalen voor 'bescherming' wat de bende zeer veel geld opleverde. In 1905 had Morello de grootste en invloedrijkste Siciliaanse maffiafamilie weten op te bouwen. Volgens Nicola Gentile, een Siciliaanse maffioso die met het publiceren van zijn memoires de omerta brak, werd sinds die tijd Morello door leiders van alle andere maffiafamilies in de Verenigde Staten aangesproken als capo di tutti capi (Nederlands: baas van alle bazen).

### Machtswisselingen
In 1909 werd Giuseppe Morello wederom veroordeeld wegens valsmunterij en werd zijn zwager en rechterhand, Ignazio Lupo, veroordeeld tot 30 jaar cel. In het eerste jaar van zijn gevangenschap wist Morello zijn positie als leider te behouden. Toen zijn hoger beroep werd afgewezen, nam zijn halfbroer Nicolo Terranova het leiderschap over. Nicolo probeerde in 1910 alle maffiafamilies, en vooral de Camorra, samen te laten smelten tot één organisatie. Ondanks zijn goede onderhandelingskunsten mislukte dit. Op 7 september 1916 werd Nicolo, samen met zijn lijfwacht Charles Ubriaco, vermoord door een Napolitaanse Camorrabaas uit Brooklyn, Pellegrino Morano. Vervolgens nam een andere halfbroer, Vincenzo Terranova, het leiderschap over met hun halfbroer Ciro Terranova als onderbaas. In 1920 nam Giuseppe "Joe the Boss" Masseria, voorheen een caporegime onder Giuseppe Morello, het leiderschap over in Manhattan en richtte Salvatore D'Aquila zijn eigen familie op (die zou uitgroeien tot de familie Gambino) met als thuisbasis Brooklyn. Giuseppe Morello, die op dat moment door het leven ging als Peter Morello, huurde het voormalig Camorralid Rocco Valenti in om Masseria te vermoorden. Na twee mislukte aanslagen werd Valenti op 11 augustus 1922 door Charles Luciano, een soldaat onder Masseria, doodgeschoten. Morello en Masseria sloten vrede en Morello werd aangesteld als raadsheer (consigliere) van Masseria. Luciano kreeg voor de moord op Valenti de rang van caporegime en mocht daardoor zijn eigen regime runnen.

### Castellammarijnse oorlog
Tijdens de Castellammarijnse oorlog, die van 1929 tot en met 1931 plaatsvond, vochten Masseria en Morello tegen een rivaliserende maffiafamilie onder leiding van Salvatore Maranzano en Giuseppe Bonanno. Op 15 augustus 1930 werd Giuseppe Morello samen met Joseph Perriano vermoord terwijl ze geldkwitanties ophaalden in zijn kantoor in East-Harlem. Over de identiteit van de moordenaars wordt nog steeds gediscussieerd. Luciano beweerde dat ze vermoord waren door Albert Anastasia en Frank Scalice, op dat moment beiden huurmoordenaars en later topfiguren binnen de familie Gambino. Volgens Joe Valachi, een informant, was de moordenaar een man uit Chicago, genaamd Buster. Volgens sommigen zou dit een verzinsel zijn van Valachi om te verbergen dat hijzelf de moordenaar was.

### Einde familie Morello
Op 15 april 1931 werd Masseria in zijn favoriete restaurant, Nuova Villa Tammaro in Coney Island, doodgeschoten. Het gerucht gaat dat Masseria met Luciano aan het kaarten was toen Luciano zich excuseerde om naar het toilet te gaan. Op dat moment zouden de schutters, Benjamin Siegel, Vito Genovese, Albert Anastasia en Joe Adonis, het restaurant zijn binnen gestormd en Masseria doodgeschoten hebben. Masseria's lijfwachten zouden mysterieus verdwenen zijn. De New York Times en de New York Herald Tribune schreven een ander verhaal. Beide kranten schreven niets over Luciano's aanwezigheid, hoewel Luciano wel verhoord werd door de politie. De Herald Tribune schreef dat Masseria, net voor 3 uur 's middags arriveerde in zijn gepantserde wagen tezamen met drie anderen mannen. Anna Tammaro, de schoonmoeder van restauranteigenaar Gerardo Scarpato, wachtte terwijl de mannen aan het kaarten waren. Volgens twee ooggetuigen parkeerden twee zeer net geklede mannen een auto op de hoek van de straat en wandelden rustig het restaurant binnen waarna ze tegelijk zo'n 20 kogels afvuurden. Vervolgens liepen de mannen rustig weer naar buiten, stapten in hun wagen, en reden weg. Masseria was vier keer in zijn rug geraakt en één maal door het achterhoofd geschoten. In het steegje naast het restaurant vond de politie twee revolvers, een .32 en een .38 kaliber. Na de moord op Masseria richtte Luciano zijn eigen nieuwe maffiafamilie op, die later de familie Genovese zou gaan heten.